# Escuelas Públicas de Boston

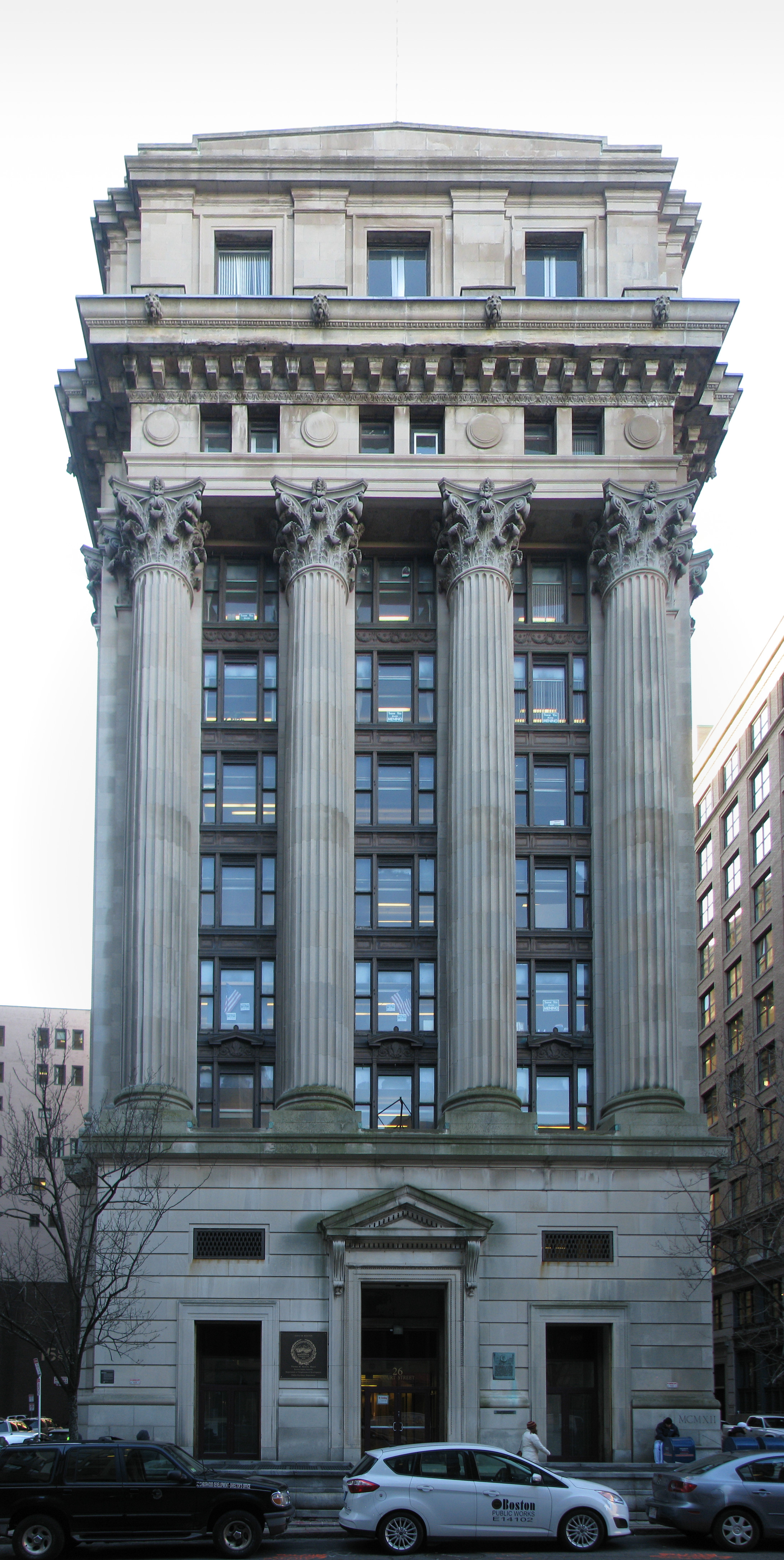
Sede de BPS

El Escuelas Públicas de Boston (Boston Public Schools o BPS en inglés) es el distrito escolar más grande del estado de Massachusetts, Estados Unidos.
El distrito tiene escuelas en Boston.

## Escuelas secundarias (7-12)
- Boston Latin Academy
- Boston Latin School
- O'Bryant School of Math & Science
- Quincy Upper School

## Escuelas secundarias (9-12)
- Academy of Public Service
- Another Course to College
- Boston Adult Technical Academy
- Boston Arts Academy
- Boston Community Leadership Academy
- Boston Day & Evening Academy
- Boston International High School
- Brighton High School
- Brook Farm Business & Service Career Academy
- Burke High School
- Charlestown High School
- Community Academy
- Community Academy of Science and Health
- Community Transition School
- East Boston High School
- Engineering School
- English High School
- Excel High School
- Fenway High School
- Greater Egleston Community High School
- Hayes School of Music
- Health Careers Academy
- Madison Park Technical Vocational High School
- McKinley Preparatory High School
- McKinley South End Academy
- Media Communications Technology High School
- Monument High School
- New Mission High School
- Newcomers Academy
- Noonan Business Academy
- Odyssey High School
- Parkway Academy of Technology and Health
- Snowden International School at Copley
- Social Justice Academy
- TechBoston Academy
- Urban Science Academy